# Pusztaszeri Kornél
Pusztaszeri Kornél (Esztergom, 1960. április 20. –) magyar színész.

## Élete
1985-ben végzett a Színház- és Filmművészeti Főiskolán. Előtte a Pinceszínházban játszott, majd a főiskola elvégzése után a Madách Színházhoz szerződött. Szinkronszínészként ő Pumukli, Martin Lawrence és időnként Jackie Chan magyar hangja.

## Fontosabb szerepei
- Higgins: Maud és Harold - Finnegan atya
- Dumas-Sarte: Kean, a színész - Solomon súgó
- Havel: Audiencia - Karel Gott
- Shakespeare:  Vízkereszt vagy amit akartok - Fabiano,
- Sütő: Egy lócsiszár virágvasárnapja - Kunz,
- Németh Ákos: Lili Hofberg - Gratte színházi titkár,
- Molnár: Az ördög - András, Tolcsvay - Müller - Müller Péter
- Sziámi: Mária evangéliuma - Füles besúgó
- A. L. Webber - Rice: József és a színes szélesvásznú álomkabát: Levi
- Achard: A bolond lány - Elia Cardina
- Molnár - Kocsák - Miklós: A vörös malom - Tanító
- Sorkin: Becsületbeli ügy - Sam Weinberg, Michael Cooney: Nem ér a nevem
- Gyurkovics Tibor: Nagyvizit - F. Tóth, Arthur Miller: Alku - Victor Franz
- Ken Kesey - Dale Wassermann: Kakukkfészek - Cheswick
- Shaffer: Black comedy: Schuppanzigh
- Miller: Édes fiaim - Dr. Jim Bayliss, T. S. Eliot: Koktél hatkor - Ismeretlen vendég
- Shakespeare: Hamlet, dán királyfi - I. Sírásó, Színészkirálynő

## Jelenlegi szerepei a Madách Színházban
- Páratlan páros 1.: Troughton felügyelő
- A Négyszögletű Kerek Erdő: Bruckner Szigfrid
- Az Operaház Fantomja: Árverési kikiáltó
- Pletyka: Glenn Cooper
- Ne most, drágám!: Harry McMichael
- 39 lépcső: Richard Hannay
- Contact: Férj, Pultos
- Én, József Attila: Vágó József
- Furcsa pár: Speed
- 1x3 néha 4 avagy Egyszerháromnéhanégy: Piper
- Betörő az albérlőm: MacDonald őrmester
- Kézről kézre: Germal, rendőr; Lapige, kőműves; Étienne
- Meseautó : Halmos Aladár, az irattár vezetője

## Filmek, sorozatok
- Bajor-show
- Gálvölgyi Show
- Pasik!
- Kis Romulusz (1994)
- Perlasca – Egy igaz ember története (2002)
- Hamvadó cigarettavég (2001)
- Süsüke, a sárkánygyerek (2001) – Szó Sárkány
- Csak a testvérem (1986)
- Bevégezetlen ragozás (1985)
- Kisváros (1999)
- A mi kis falunk (2023)

## Szinkronszerepek

### Sorozatbeli szinkronszerepek
- A klinika: Michael "Mischa" Burgmann - Jochen Schroeder (2. hang)
- Ash vs Evil Dead: Thomas Emery - Stephen Lovatt
- Power Ranger: Alpha 5 - Richard Steven Horvitz
- Száguldó vipera 2: Franklin „Frankie” X. Waters - Joe Nipote
- Pumukli kalandjai: Pumukli (hang) - Hans Clarin
- Pumukli a tengeren: Pumukli (hang) - Hans Clarin
- M*A*S*H: Father Francis J. Mulcahy kapitány - William Christopher
- Megveszem ezt a nőt: Gabriel - Gerardo Acuña
- Ellen: Adam Green - Arye Gross
- Derült égből egy család: Christoph Dengler - Michael Fitz
- Lángoló part: Fourie - Marc de Jonge
- Öribarik: Norm - Kevin Symons
- Házi háború: Dave Gold - Michael Rapaport
- Kemény, mint a kő: Reggie - Glenn Plummer
- A nevem Earl: Frank - Michael Rapaport
- Pimaszok, avagy kamaszba nem üt a mennykő: Ed Gibb, igazgató - Adam Arkin
- Psych – Dilis detektívek: Carlton Lassiter - Timothy Omundson (2.hang)

### Filmbeli szinkronszerepek
- Oscar: Anthony Rossano - Vincent Spano
- Pumukli és a kék hajómanó: Pumukli (hang) - Hans Clarin
- Pumukli – Kaland a cirkuszban: Pumukli (hang) - Kai Taschner
- Querelle: Gil – Hanno Pöschl
- Kertitörpe-kommandó: Bravo
- Alien 4
- Nagy durranás
- Nekem 8 : Martin Lawrence

### Anime, rajzfilmbeli szinkronszerepek
- A Bosco léghajó kalandjai - Endre
- A brémai muzsikusok - Otto
- A fekete üst - Gurgi
- Batman - Az Örűlt kalapos
- A kis herceg - Kígyó
- Alice Csodaországban - Bill
- Amerikai fater - Roger Smith
- Boci és Pipi - Earl
- Én kicsi pónim: Varázslatos barátság - Discord (+ Kassai Károly)
- Garfield és a Zűr Kommandó - Jon Arbuckle; Jon király
- Ico, a bátor lovacska - Langaléta
- Ned varázsgőtéje - Newton
- Pif és Herkules - Tollász / Héja (1. szinkron)
- Repülő bocsok - Soma
- Thomas, a gőzmozdony - Victor
- Twipsy - Twipsy
- Transformers: Robots in Disguise - Steeljaw
- Krétazóna - Küklopsz